# Karsten Konow
Karsten Magnus Konow (Oslo, 16 de fevereiro de 1918 — Stavanger, 10 de julho de 1945) foi um velejador norueguês, medalhista olímpico. Ele competiu nos Jogos Olímpicos de Verão de 1936 na classe 6 Metre e conquistou a medalha de prata na disputa a bordo do Lully com Magnus Konow, Fredrik Meyer, Vaadjuv Nyqvist e Alf Tveten. Seu cunhado Lars Musæus também era velejador olímpico, assim como seu sogro Ragnar Hargreaves.